# Das Rätsel der Sternbilder – Ein Steinzeitatlas am Firmament?

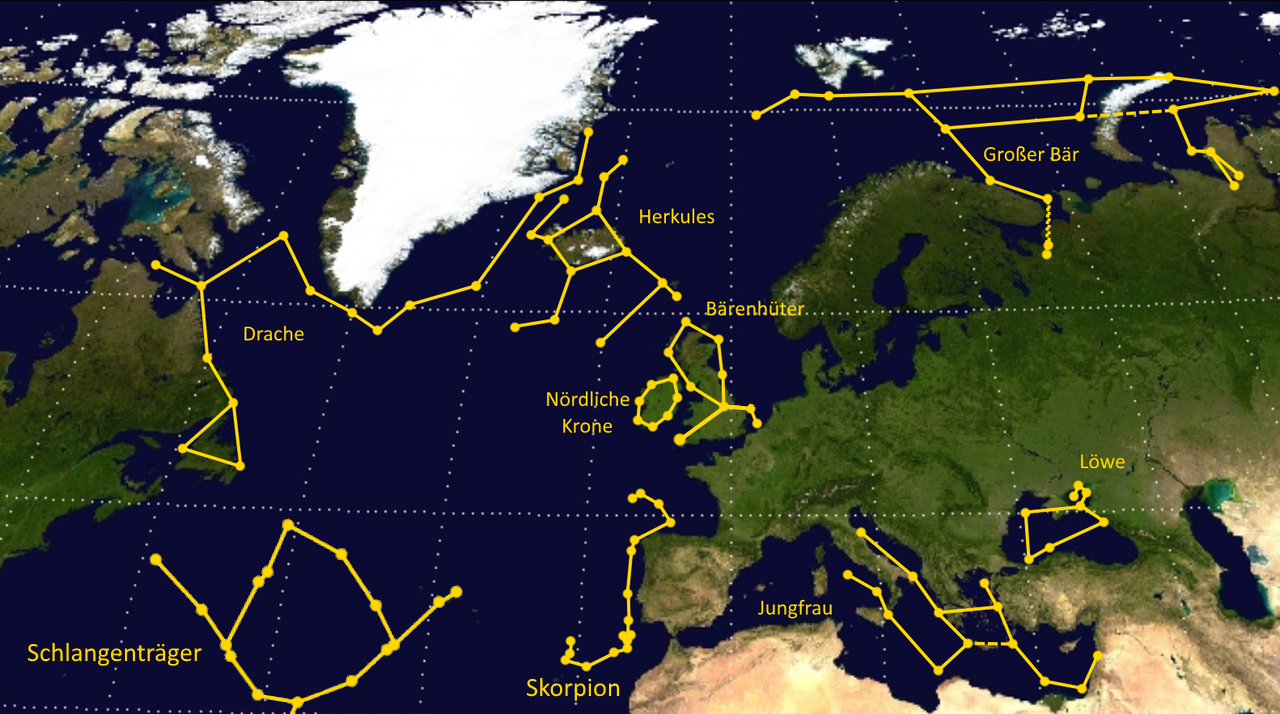
Schema einiger im Film gezeigter Sternbilder (Drache, Herkules, Großer Bär, Bootes, Corona, Schlangenträger, Skorpion, Jungfrau und Löwe) und Küstenverläufe

Das Rätsel der Sternbilder – Ein Steinzeitatlas am Firmament? ist ein von Arte produzierter Dokumentarfilm über Kai Helge Wirths Theorie über den Ursprung der Sternbilder nach seiner Buchvorlage Der Ursprung der Sternzeichen. Der Film hatte seine Erstausstrahlung am 17. April 2002 auf Arte.

## Inhalt
Der Film präsentiert die Theorie, dass Sternbilder ursprünglich Küstenverläufe auf der Erde darstellen. Vor Jahrtausenden seien Sternbilder als ein in den Himmel projiziertes Navigationssystem von steinzeitlichen Seefahrern verwendet worden. Der Film zeigt einzelne Übereinstimmungen der Sternbilder mit den Küstenverläufen.
Kai Helge Wirths Buch Ursprung der Sternbilder : ein prähistorisches Navigationssystem oder das nautische Internet, aus dem der Film inhaltliche Einzelheiten darstellt, ist die Grundlage des Films. Im Buch werden alle Sternbilder erklärt, die der Film zumindest teilweise abhandelt. Die Positionen der Sternbilder untereinander werden dabei nicht verändert, sondern seien, wie die Sternbilder selbst auch, deckungsgleich mit den Küsten- und Flussverläufen auf der Landkarte.